# Ahmed Azzaqa
Ahmed Abdulsalam Ahmed Azzaqa (ur. 9 sierpnia 1988 w Sabha) – libijski piłkarz występujący na pozycji bramkarza w libijskim klubie Al-Madina oraz w reprezentacji Libii.

## Kariera reprezentacyjna

### Libia
W 2017 roku otrzymał powołanie do reprezentacji Libii. Zadebiutował 7 października 2017 w meczu eliminacji do Mistrzostw Świata 2018 przeciwko reprezentacji Demokratycznej Republiki Konga (1:2).

## Statystyki

### Reprezentacyjne
(aktualne na dzień 27 marca 2021)
| Reprezentacja | Rok     | Mecze | Bramki |
| ------------- | ------- | ----- | ------ |
| Libia         |         |       |        |
| 2017          | 3       | 0     |        |
| 2018          | 1       | 0     |        |
| 2019          | 5       | 0     |        |
| 2020          | 2       | 0     |        |
| 2021          | 3       | 0     |        |
| Ogólnie       | Ogólnie | 14    | 0      |

| Mecze i gole w reprezentacji | Mecze i gole w reprezentacji | Mecze i gole w reprezentacji | Mecze i gole w reprezentacji | Mecze i gole w reprezentacji  | Mecze i gole w reprezentacji | Mecze i gole w reprezentacji | Mecze i gole w reprezentacji                |
| Lp.                          | Data                         | Miejsce                      | Gospodarz                    | Gość                          | Wynik                        | Gol                          | Rozgrywki                                   |
| ---------------------------- | ---------------------------- | ---------------------------- | ---------------------------- | ----------------------------- | ---------------------------- | ---------------------------- | ------------------------------------------- |
| 1.                           | 07.10.2017                   | Monastyr                     | Libia                        | Demokratyczna Republika Konga | 1:2                          |                              | el. MŚ 2018                                 |
| 2.                           | 05.12.2017                   | Machakos                     | Kenia                        | Libia                         | 0:0                          |                              | Puchar CECAFA 2017                          |
| 3.                           | 11.12.2017                   | Machakos                     | Libia                        | Zanzibar                      | 1:0                          |                              | Puchar CECAFA 2017 (nieuznawany przez FIFA) |
| 4.                           | 16.10.2018                   | Safakis                      | Libia                        | Nigeria                       | 2:3                          |                              | el. Pucharu Narodów Afryki 2019             |
| 5.                           | 04.09.2019                   | Marrakesz                    | Libia                        | Burkina Faso                  | 0:1                          |                              | Mecz towarzyski                             |
| 6.                           | 21.09.2019                   | Radis                        | Tunezja                      | Libia                         | 1:0                          |                              | el. Mistrzostw Narodów Afryki 2020          |
| 7.                           | 11.10.2019                   | Wadżda                       | Maroko                       | Libia                         | 1:1                          |                              | Mecz towarzyski                             |
| 8.                           | 20.10.2019                   | Sala                         | Libia                        | Tunezja                       | 1:2                          |                              | el. Mistrzostw Narodów Afryki 2020          |
| 9.                           | 19.11.2019                   | Monastyr                     | Libia                        | Tanzania                      | 2:1                          |                              | el. Pucharu Narodów Afryki 2021             |
| 10.                          | 11.10.2020                   | Tunis                        | Komory                       | Libia                         | 2:1                          |                              | Mecz towarzyski                             |
| 11.                          | 11.11.2020                   | Kair                         | Libia                        | Gwinea Równikowa              | 2:3                          |                              | el. Pucharu Narodów Afryki 2021             |
| 12.                          | 17.01.2021                   | Duala                        | Libia                        | Niger                         | 0:0                          |                              | Mistrzostwa Narodów Afryki 2020             |
| 13.                          | 21.01.2021                   | Duala                        | Libia                        | Demokratyczna Republika Konga | 1:1                          |                              | Mistrzostwa Narodów Afryki 2020             |
| 14.                          | 25.01.2021                   | Duala                        | Kongo                        | Libia                         | 1:0                          |                              | Mistrzostwa Narodów Afryki 2020             |